# Col de la Frête
Col de la Chiaupe
Le col de la Frête ou col de la Chiaupe est un col de France situé en Savoie, dans le massif de la Vanoise.

## Géographie
S'élevant à 2 492 mètres d'altitude, il est dominé par la roche de Mio (2 737 m) à l'ouest et le sommet de Bellecôte (3 417 m) à l'est. Fortement aménagé car intégré au domaine skiable de la Plagne, il est traversé par des chemins qui constituent des pistes de ski en période hivernale. Il est survolé par le premier tronçon de la télécabine des Glaciers dont la gare intermédiaire se trouve juste à l'est.
Le col est situé sur le chevauchement de la Chiaupe constitué d'une fine bande de marbres du Mésozoïque intercalée entre des terrains schisteux du Paléozoïque et qui court dans ce secteur du nord au sud.

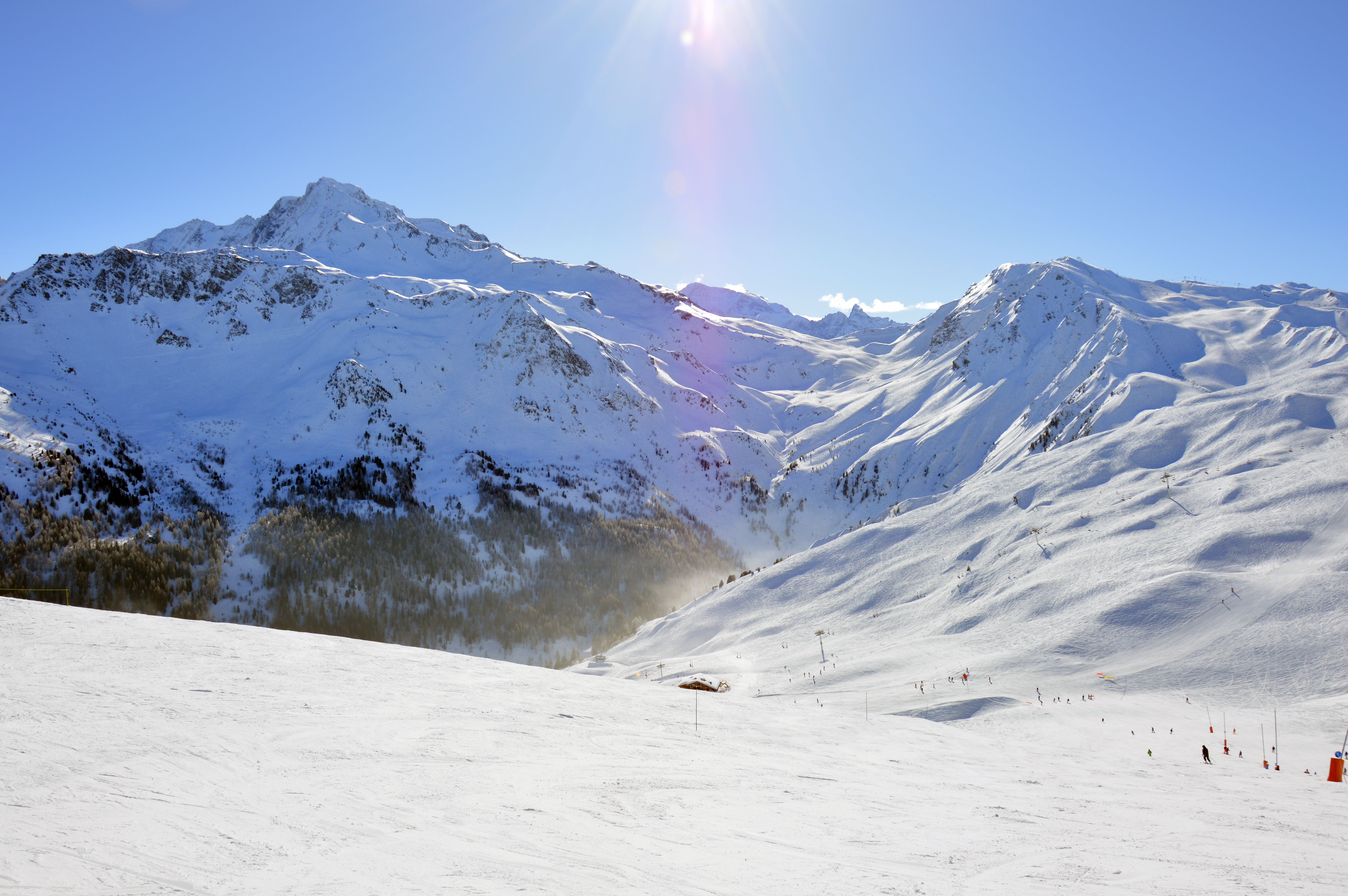
Vue depuis le nord du sommet de Bellecôte à gauche et de la roche de Mio à droite encadrant le col de la Frête avec en arrière-plan la Grande Casse à gauche et la Grande aiguille de la Glière à droite en janvier 2018.